# Luigi Toselli
Luigi Toselli (Alessandria, 1876 – 1941) è stato un militare italiano.

## Biografia
Luigi Toselli nasce nel 1876 ad Alessandria ed intraprende la carriera militare nel 1898 come sottotenente degli alpini.
Partecipa alla guerra italo-turca ed alla prima guerra mondiale. Alla fine del conflitto è Capo di Stato Maggiore presso il Comando delle forze italiane nei Balcani. 
Dopo il comando dal 1927 al 1929 del Servizio Informazioni Militare è alla guida della 2ª Brigata Alpina e della Divisione Monviso. 
Cessa il servizio nel 1940 e muore nel 1941.